# Лямбда Центавра

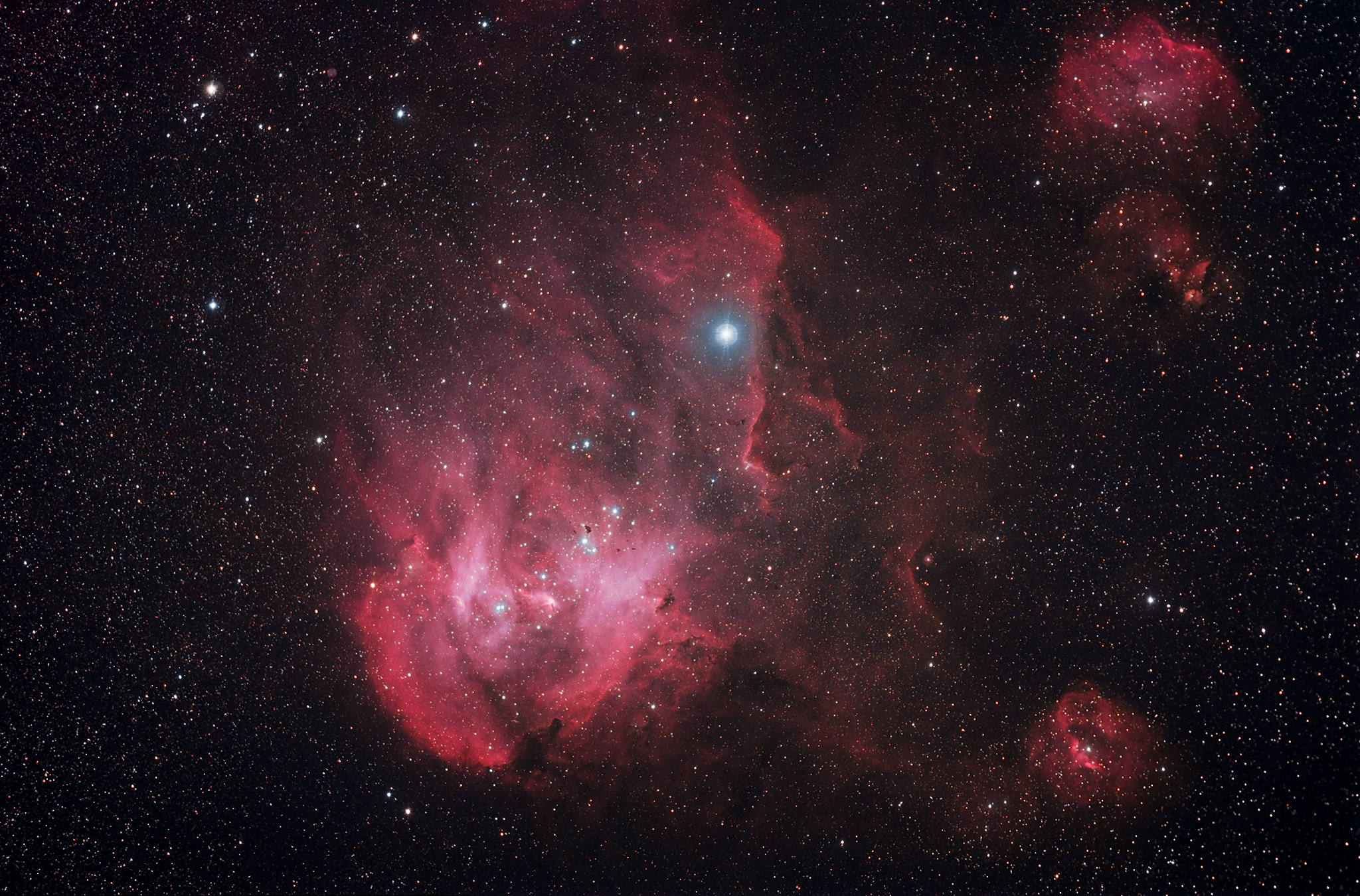
λ Центавра в IC 2944, IC 2948 находится ниже слева, а IC 2872 — справа выше

Лямбда Центавра (лат. λ Centauri) — звезда в южном созвездии Центавра. Видимая звёздная величина составляет +3,13, звезда доступна для наблюдения невооружённым глазом из южного полушария Земли. Расстояние до звезды удалось определить при помощи измерения годичного параллакса, расстояние от Солнца составляет около 130 парсеков, ошибка находится в пределах 5 %. Хотя обычно объект считается одиночной звездой, но на угловом расстоянии 0.73" и при позиционном угле 135° находится звезда с похожим собственным движением. Недалеко находится туманность IC 2944.
Лямбда Центавра является звездой-гигантом спектрального класса B9 III. (хотя иногда относят к классу A1 III) Радиус примерно в 5,5 превышает радиус Солнца, звезда быстро вращается с проективной скоростью 183 км/с. Атмосфера звезды имеет эффективную температуру 9880 K, звезда имеет бело-голубой цвет.

Южный Крест, λ Центавра и связанная с ней туманность вверху изображения

По данным о положении и движении звезды было установлено, что она может принадлежать поясу Гулда. В частности, она принадлежит Нижней группе Центавра — Южного Креста (LCC) из OB-ассоциации Скорпиона — Центавра, ближайшей OB-ассоциации к Солнцу. Это слабо связанная группа звёзд, обладающих одинаковым движением в пространстве, поэтому они могли образоваться в одном молекулярном облаке. Группа LCC обладает возрастом около 16-20 миллионов лет, центр группы находится на расстоянии около 380 световых лет от Солнца.